# Ferruccio Furlanetto
Ferruccio Furlanetto (16 de maio de 1949) é um baixo italiano. Sua estreia profissional aconteceu em 1979 no Teatro alla Scala de Milão, em uma produção de Macbeth (Giuseppe Verdi) com a condução de Claudio Abbado. Ele cantou inúmeros papéis, incluindo Don Giovanni e Leporello de Don Giovanni (Mozart), Philip II de Don Carlo (Verdi), Figaro de Le Nozze di Figaro (Mozart), Gremin de Eugene Onegin (Tchaikovsky), Zaccaria de Nabucco (Verdi), Méphistophélès de Faust Gounod), Orestes de Elektra (Richard Strauss), Fiesco de Simon Boccanegra (Fiesco), Boris Godunov (Mussorgsky) da ópera homônima, entre tantas outras obras. A sua estreia no Metropolitan Opera de Nova Iorque aconteceu em 1980, também se apresentou na Ópera de Paris, Festival de Páscoa de Salzburgo, Festival de Salzburo, Teatro Colón, Ópera Estatal de Viena e na Ópera de Tel Aviv.
Suas aparições nos Estados Unidos aconteceram, primeiramente, no Metropolitan Opera e na Ópera de San Diego. Com essas companhias ele cantou papéis como Oberto (1985), Méphistofélès em Faust (1988 e 2001), Don Giovanni (1993 e 2000), Rei Philip em Don Carlo (2004), Basilio em Il Barbiere di Sivigla (2006) e em Boris Godunov (2007) e Don Quichotte (2009). Ele cantará Barão Ochs em Der Rosenkavalier com a Ópera de San Diego em 2011.
Furlanetto também é um excelente cantor de concertos. Ele cantou a Missa da Coroação de Mozart sob a batuta de Herbert von Karajan, em uma performance extraordinária no Vaticano, na presença do Papa João Paulo II. Ele também apareceu em recitais no Teatro alla Scala, na Ópera Alemã de Berlim, Gran Teatro del Liceu, Musikverein de Viena e em muitos outros lugares.